# Luis Antonio Sobrado González
Luis Antonio Sobrado González (San José, 6 de agosto de 1962) es un jurista costarricense, quien se desempeñó como magistrado y presidente del Tribunal Supremo de Elecciones de Costa Rica entre 1999 y 2021.

## Biografía
Sobrado es graduado en Derecho por la Universidad de Costa Rica, con un doctorado en Derecho Constitucional por la Universidad Complutense de Madrid. 
Sobrado González fue nombrado Magistrado del Tribunal Supremo de Elecciones de Costa Rica el 5 de abril de 1999,  y desde esa fecha ha sido reelecto en tres oportunidades. Fue designado interinamente como Presidente de ese organismo electoral el 23 de enero de 2007 y en forma propietaria desde el 19 de julio del mismo año, cargo para el que ha sido reelegido en dos ocasiones consecutivas. Actualmente se encuentra ejerciendo el periodo que inició el 8 de mayo de 2013 y que finalizará el 7 de mayo de 2019.
Antes de asumir su posición como magistrado electoral, Sobrado se desempeñó en la Procuraduría General de la República como procurador constitucional, procurador fiscal y procurador adjunto.
Es autor de numerosas publicaciones sobre justicia electoral  y régimen electoral, financiamiento de la política, elecciones y democracia. Es director de la Revista de Derecho Electoral del Tribunal Supremo de Elecciones de Costa Rica.
Profesor de Derecho Constitucional y Derecho Público de la Universidad de Costa Rica, donde es coordinador de la primera de esas cátedras desde 1993. A partir de 2011 es también profesor de la Maestría en Derecho Público Comparado Franco-Latinoamericano.